# Даниел Дефо
Даниел Дефо (на английски: Daniel Defoe; 1660 – 26 април 1731), роден като Даниъл Фоу (Daniel Foe), е английски писател и журналист, станал известен с романа си „Робинзон Крузо“.
Представител на Просвещението. Автор на памфлети, сатири, есета по политически, икономически и социални проблеми, документална проза.

## Биография
Даниел Дефо е роден през 1660 г. в семейство на занаятчии. Баща му Джеймс Фо е суров пуританин, който смятал, че най-доброто място да се образова неговият наследник е духовната семинария. Синът му обаче получава много добро образование в академията на Чарлс Мортън. Даниел усвоява практически знания по история, математика, география, френски, италиански, испански, латински и гръцки. Получава образование, което го подготвя да се присъедини към редиците на църквата. Но проповедническата дейност е чужда за него и през 1685 г. той решава да се заеме с търговия – става фабрикант на чорапи, посредник е за износ на платове и внос на вино, собственик е на тухларна фабрика. Дефо много обичал търговията и написал безброй есета и памфлети на икономическа тема.
През 1684 г. Даниел Дефо се жени за Мари Тюфлей, дъщеря на търговец. Двамата имат 8 деца, от които 6 оцеляват, а бракът им продължава 47 години, но е изпълнен с много трудности, заради постоянното отсъствие на Дефо, многото му пътувания и нестабилното му богатство. Година след сватбата си Дефо участва във въстание срещу католическия крал Джеймс II. Криейки се като беглец в църковния двор, след като въстанието било потушено, той видял името Робинзон Крузо, издълбано върху камък и по-късно дал това име на известния си герой.
През 1692 г. Дефо загубва богатството си, а 3 години по-късно постъпва на държавна служба – изпълнява възложени задачи, пътувайки до Шотландия. По това време имало движение за обединяване на Англия и Шотландия, което било неправилно разбрано от шотландците, а Дефо имал задачата да им го обясни. По-късно работи и като таен агент и журналист, пишейки изобличителни памфлети срещу феодално-монархическата и църковна реакция.
През 1703 г. Дефо е осъден да бъде привързан на позорния стълб и на затвор, именно заради един от тези памфлети, чието име е „Най-краткият начин за справяне с несъгласните“. Дефо е първият човек, привързан на позорния стълб, който след това се превръща в национален герой.
След излизането си от затвора Дефо получава шанс да започне всичко отначало и издава вестник „Преглед на френската дейност“, който е свързан с въпросите в Европа. Със статиите си по въпроси в областта на историята, географията, икономиката, педагогиката, медицината и други, Дефо става един от основоположниците на английската журналистика. Той въвежда популярното есе, уводната статия, интервюто – жанрове, без които не може нито един вестник.
Дефо е бил търговец, фабрикант, застраховател на кораби, затворник, войник, шпионин, беглец. Но най-вече велик писател, защото чрез творбите си е добил световна популярност.

## Творчество
Даниел Дефо има над 250 публикации. Първата му важна публикация е през 1698 г., а известността му започва през 1701 г. с написването на поемата „Чистокръвният англичанин“, в която защитава Уилям III и осмива претенциите на аристокрацията за чистотата на английската кръв. Когато наближил 60-те си години, Дефо започва да пише романи. През 1719 г. публикува романа, който му донася най-голяма известност – „Животът и чудните приключения на мореплавателя Робинзон Крузо“. Успехът е изумителен и авторът издава две продължения – „Следващите приключения на Робинзон Крузо“ и „Сериозни мисли, премислени от Робинзон през течение на целия му живот“, но те не достигат популярността на първата книга.
Други романи, чийто герои предизвикват по-сериозен интерес са – „Мол Фландърс“ (1722) – история на самотна жена от Лондон и крадец, „Капитан Сингълтън“ (1720), „Полковник Джак“ (1722), „Роксана“ (1724), в чиято основа е вплетена съдбата на индивида, който трябва да оцелее сред враждебно настроеното към него общество, не по-малко жестоко от природата.
Добил слава на талантлив писател, Дефо умира в самота, далеч от семейството, криейки се от преследващите го кредитори.

## Романи

### „Робинзон Крузо“ (1719)
Романът на Дефо, „Робинзон Крузо“ (на английски: Robinson Crusoe) с оригинално заглавие е „Животът и необикновените приключения на моряка Робинзон Крузо, родом от Йорк, прекарал 28 години на безлюден остров край бреговете на Америка близо до устието на великата река Ориноко, след като претърпява корабокрушение, в което загива целият екипаж и единствено той остава жив, заедно с разказ за по-нататъшното му необикновено избавление от пирати, описани от него самия“, е написан в края на петдесетте му години. В него той разказва за историята на един корабокрушенец, който попада на безлюден остров и прекарва там двадесет и осем години от живота си.
Като матрица за наратива писателят използва популярната евангелска притча за блудния син, но в своята интерпретация той поставя акцента не толкова върху „завръщането“ на разкаялия се грешник в лоното на семейството, колкото върху драматичното изстрадване на познанието за добро и зло, върху превъзмогването на егоистичното у човека и поемането по пътя към усъвършенстването на духа, по пътя към Бога, за когото в Евангелието на Йоан се казва: „Аз съм пътят, и истината, и животът“ (Йоан 14:6). Заспалата съвест се пробужда и се превръща във вътрешен морален критерий, сякаш записан от Бога в човешкото сърце.
Освен като приключенско четиво, произведението на английския писател може да се чете и като ярка манифестация на просвещенските идеи за личност и общество. Чрез образа на моряка Робинзон се утвърждава ролята на труда като основно благо за човека и като средство за извисяване до Бога. Територията на острова става необозрима територия на духа, в която действат нови понятия за добро и зло, ориентирани към неограничените възможности на разума и духа на свободната от социални ограничения личност. Човекът е видян като творец – той създава света такъв, какъвто го иска, дори променя себе си, воден от прозренията на просветителския морал и възпитание.
Интересно и повече логично, отколкото парадоксално, е тълкуването на „избавлението“, към което се стреми Робинзон, от собствената му гледна точка. Героят пренарежда целите си. Желанието му да се освободи от бремето на принудителната самота се измества от копнежа душата му да се избави от гнетящата я вина. Дошло е времето корабокрушенецът да приеме „избавлението от греха като неизмеримо по-голяма благословия, отколкото избавлението от страданието“ (Дефо 2001: 91) – разбиране, което Даниел Дефо не оставя без разяснение.
Пробудилата се съвест у Робинзон му помага да разграничи в ценностно отношение двата свята – този, в който е живял преди корабокрушението, и този, който създава сам на острова. Християнските добродетели, извлечени от евангелския текст, стават огледало, в което се отразява порочността на „стария“ свят, отблъснала завинаги прогледналия за доброто човек.
Предполага се, че романът се основава отчасти на историята на шотландския корабокрушенец Александър Селкърк, който прекарва четири години в островите Хуан Фернандес, но това не съответства на детайлите на разказа на Дефо. Островът, на който е живял Селкърк по това време се е наричал Más a Tierra (По-близо до земя) и доста по-късно е преименуван на „Робинзон Крузо“, чак през 1966 г.
Друго предположение за написването на този роман се смята вдъхновението на Дефо от латинския или английския превод на книгата от арабския мюсюлмански полимб Ибн Туфяйл, известен като „Abubacer“ в Европа. Латинското издание на книгата носи заглавието Philosophus Autodidactus (на български: „Самоук философ“), като главният герой в нея също прекарва няколко години отделен от обществото на безлюден остров.

### „Капитан Сингълтън“ (1720)
Следващият роман, който пише Дефо е така нареченият „Капитан Сингълтън“, който е публикуван през 1720 г., а по-късно преиздаден многократно. Разказът описва живота на англичанина Сингълтън – като дете бива откраднат от семейството си и отгледан от цигани, който в крайна сметка се отправя към морето.
Първата половина на книгата се отнася за прекосяването на Африка, а втората половина за живота му като пират в Индийския океан и Арабско море. Дефо, описвайки пиратството, се фокусира в по-голямата си част върху икономическите и логистичните въпроси, а пиратът на Сингълтън се държи по-скоро като търговски авантюрист.

### „Мемоарите на един роялист“ (1720)
Дефо пише „Мемоарите на един роялист“ през 1720 г., по време на Тридесетгодишната война и английските граждански войни. Първоначалното заглавие било:
„Мемоарите на един роялист; или военен дневник на войните в Германия и войните в Англия. От 1632 до 1648 година, написан преди шестдесет години от един английски джентълмен, който преди смъртта си служил първо в армията на Густав Адолф – славният крал на Швеция и след това в Кралската армия на цар Чарлз Първи, от началото на бунта до края на войната“.

### „Дневник на чумавата година“ (1722)
„Дневник на чумавата година“ не е документално четиво. Даниел Дефо е на пет години по време на разразяването на Голямата чума (1665 – 1666 г.), но фактите и случките, описани в книгата, са от първо лице, наистина живяло по време на чумата в Лондон. В увода на книгата се споменава, че творбата е едно от малкото псевдоисторически творби, които се приемат за достоверни сред историческите кръгове.
Спорове съществуват относно източника на информация в романа. Действията се приписват на лице с инициалите Х.Ф.и докато самият Даниел Дефо е невръстен, по време на събитията, които описва, неговият чичо Хенри Фоу живее и предполага се води обстойни дневници за живота си в Лондон в разгара на епидемията. Днес е прието, че „Дневник за чумавата година“ се базира именно на тях, което придава на книгата достоверност.
Поради тази причина описанията на живота и порядките в Лондон и Англия през XVII век са достоверни и правдоподобни. Разбиранията на хората от XVII век и техните методи за борба със заразата и нейното лечение са описани подробно и в детайл: хората са нямали представа, че заразата се разпространява с ухапванята на бълхите, живеещи по плъховете, а не във въздуха чрез зловонни миризми. Лечението на заразените е описано като процес чрез разяждане с киселини или срязване на отоците по тялото на нещастните болни, за да изтече гнойта. Тези манипулации са изпълнявани без упойка. Като най-честото облекчение и утеха на болните е посочена религията.
Книгата е често сравнявана със знаменития дневник на Самюъл Пийпс, който подробно обсъжда животът в Лондон от същата епоха и е писан по време на описаните събития. Творбата на Дефо, обаче е значително по-детайлна, тъй като се спира на седмични статистика на смъртни случаи, хроники за отделни квартали и дори частни домове. Хрониката му е значително по-структурирана, систематизирана и е плод на по-късно проучване от страна на автора.

### „Полковник Джак“ (1722)
„Полковник Джак“ е още един роман на Дефо, публикуван за пръв път през 1722 г. Той отново следва добре познатия сюжет – вплетената съдбата на индивида, който трябва да оцелее сред враждебно настроеното към него общество, не по-малко жестоко от природата. В него се разказва за осиротяло момче, чийто живот е изпълнен с бедност, престъпност и водещи се войни – физически и душевни, желаещо много силно да стане един „порядъчен господин“.

### „Мол Фландърс“ (1722)
През 1722 г. Дефо създава друг пикаресков роман, насочен отново към изкуплението – материално и духовно – „Мол Фландърс“. В него се разказва за една самотна жена, родена в Нюгейт, която през разнообразния си живот, продължил шест десетилетия без да се смятат детските ѝ години, дванадесет години беше държанка, пет пъти – съпруга (от които един път на собствения си брат), дванадесет години крадла, осем години заточеница във Вирджиния и накрая се покаяла, забогатяла, заживяла честно и умряла в разкаяние.
Написан според нейните собствени спомени – тя се ражда в тогавашния лондонски затвор Нюгейт, изоставена и отгледана от цигани. След това попада в приют и изведнъж ѝ провървява, като една дама от висшето лондонско общество я приютява и започва да се грижи за нея. Един от синовете на тази дама я прелъстява и това според нея и тогавашното мислене е грях, който съсипва живота ѝ. Оттук започват неспирните ѝ неволи...
Движещата тема не е в различните любовни похождения и приключения на героинята, а се намира в доста по-прозаична причина. Въпреки че Мол се бори с морала на някои от действията и решенията си, загрижеността ѝ към религията заема сравнително голяма част от нейната история. Също като Робинзон Крузо, в края тя се покайва.
„Мол Фландърс“ играе ключова роля в развитието на романа, тъй като оспорва общото възприятие на женствеността и ролите на половете в британското общество от 17 век.

### „Роксана: Щастливата любовница“ (1724)
След „Мол Фландърс“ Дефо създава своя последен роман наречен „Роксана: Щастливата любовница“ (1724). В него той разказва за момиче, родено във Франция и изоставено от своите родители.
Юношеските години на Роксана преминават в Англия и само на петнадесетгодишна възраст тя се омъжва за един красив, но самонадеян мъж. След осемгодишен брак, семейството остава без пари по вина на безразсъдния баща. Роксана и петте ѝ деца се опитват да намерят изход от тази безизходица, но никой освен една бедна старица не пожелава да им подаде ръка за помощ.
Сюжетът на романа е доста пъстър и изпълен с неочаквани случки, като неговата главна идея е да покаже как през осемнадесети век жената може да притежава свое имущество въпреки патриархалното общество и както казва самата Роксана: „Договорът за брак е... нищо друго освен доброволно отказване от свободата, имота, властта и всичко, което някога човек е имал“.
Освен това, романът обръща внимание и на несъвместимостта между сексуалната освободеност и майчинството: главната героиня забременява многократно, поради своя нестихващ сексуален живот, като едно от децата ѝ решава да сложи край на това. Младата Сюзан открива своята майка след дълго търсене и успява да спре заминаването ѝ в чужбина.
Романите на Дефо се отличават с някои особености. Преди всичко това е техниката на разказа от първо лице. Героят разказва за своите приключения. Най-често има скандална биография.
Разказвачите са подхвърлени деца, проститутки, пирати, престъпници, пътешественици. Всички те са принудени да водят борба за съществуването си в неблагоприятни условия и поради това понякога извършват престъпления. Важен елемент от техния живот обаче е покаянието. Обикновено разказът е поднесен под формата на дневник, пътни бележки, автобиография. Така се постига внушение за достоверност на изложението и публиката се държи в напрежение.
Вторият важен момент е озаглавяването на творбите. Заглавните страници дават резюме на текста, което акцентира върху най-скандалното в предлагания сюжет. Така се прави реклама на книгата, а същевременно читателят се подготвя за съдържанието на разказаната история.
На български език са преведени единствено романите „Робинзон Крузо“, „Мол Фландърс“ и „Дневник на чумавата година“.

### Романи
- The Consolidator, or Memoirs of Sundry Transactions from the World in the Moon: Translated from the Lunar Language (1705)
- Робинзон Крузо (Robinson Crusoe, 1719)
- По-нататъшните приключения на Робинзон Крузо (The Farther Adventures of Robinson Crusoe: Being the Second and Last Part of His Life, 1719)
- Мемоарите на един роялист (Memoirs of a Cavalier, 1720)
- Капитан Сингълтън (Captain Singleton, 1720)
- Мол Фландърс (Moll Flanders, 1722)
- Дневник на чумавата година (A Journal of the Plague Year, 1722)
- Полковник Джак (Colonel Jack, 1722)
- Роксана: Щастливата любовница (Roxana: The Fortunate Mistress, 1724)

### Памфлети или есета в проза
- The Poor Man's Plea (1698)
- The History of the Kentish Petition (1701)
- The Shortest Way with the Dissenters (1702)
- The Great Law of Subordination Consider'd (1704)
- Giving Alms No Charity, and Employing the Poor (1704)
- An Appeal to Honour and Justice, Tho' it be of his Worst Enemies, by Daniel Defoe, Being a True Account of His Conduct in Publick Affairs (1715)
- A Vindication of the Press: Or, An Essay on the Usefulness of Writing, on Criticism, and the Qualification of Authors (1718)
- Every-body's Business, Is No-body's Business (1725)
- The Protestant Monastery (1726)
- Parochial Tyranny (1727)
- Augusta Triumphans (1728)
- Second Thoughts are Best (1729)
- An Essay Upon Literature (1726)
- Mere Nature Delineated (1726)
- Conjugal Lewdness (1727)

### Памфлети или есета в стих
- The True-Born Englishman: A Satyr (1701)
- Hymn to the Pillory (1703)
- An Essay on the Late Storm (1704)